# The Big Moon
The Big Moon es una banda de Indie Rock formada en 2014 en Londres, Reino Unido. La banda está constituida por Juliette Jackson (guitarra rítmica, vocalista), Soph Nathan (guitarra solista), Celia Archer (bajo) y Fern Ford (batería). Su álbum debut, Love in the 4th Dimension, fue lanzado el 6 de abril de 2017 bajo el sello británico Fiction Records, con el que previamente habrían lanzado su EP The Road y fue nominado al prestigioso galardón Mercury Prize como Mejor Disco del Año 2017.

## Trayectoria
La banda fue ganando reconocimiento durante la gira que realizaron en octubre de 2015 con bandas amigas de Londres como VANT y Inheaven. Seguido a esa gira, fueron la banda soporte de artistas como The Maccabees, Ezra Furman and The Vaccines. En 2016, la banda firma con Fiction Records. En marzo, lanzan su EP debut, The Road. Posteriormente, el 29 de marzo, publican el sencillo 'Cupid'. En agosto de 2016, publicaron una versión de "Beautiful Stranger" de Madonna.
El 16 de diciembre de 2016, la banda anuncia su álbum debut, Love in the 4th Dimension, y publican un nuevo sencillo, 'Formidable'.
Además, la banda participó en la grabación del segundo álbum de Marika Hackman, I'm Not Your Man.

## Discografía

### Álbumes de estudio
| Nombre                    | Detalles |
| ------------------------- | --- |
| Love in the 4th Dimension | - Fecha de lanzamiento: 7 de abril de 2017 - Sello: Fiction, Columbia - Formatos: CD, descarga digital, streaming, vinilo |
| Walking Like We Do        | - Fecha de lanzamiento: 10 de enero de 2020 - Sello: Fiction - Formatos: CD, descarga digital, streaming, vinilo          |

### EP
| Nombre   | Detalles |
| -------- | --- |
| The Road | - Fecha de lanzamiento: 1 de diciembre de 2017 - Sello: Columbia Records - Formatos: vinilo de 12'', streaming |
| Acoustic | - Fecha de lanzamiento: 1 de diciembre de 2017 - Sello: Fiction Records - Formatos: vinilo de 12'', streaming  |

### Sencillos
| Título                                     | Fecha de publicación     | Álbum                     |
| ------------------------------------------ | ------------------------ | ------------------------- |
| "Sucker"                                   | 19 de junio de 2015      | Love in the 4th Dimension |
| "The Road"                                 | 30 de octubre de 2015    | Love in the 4th Dimension |
| "Cupid"                                    | 13 de mayo de 2016       | Love in the 4th Dimension |
| "Silent Movie Susie"                       | 23 de septiembre de 2016 | Love in the 4th Dimension |
| "It's the Most Wonderful Time of the Year" | 16 de diciembre de 2016  |                           |
| "Formidable"                               | 13 de enero de 2017      | Love in the 4th Dimension |
| "Sucker"                                   | 24 de febrero de 2017    | Love in the 4th Dimension |
| "Happy New Year"                           | 8 de diciembre de 2017   | Love in the 4th Dimension |
| "It's Easy Then"                           | 6 de agosto de 2019      | Walking Like We Do        |
| "Your Light"                               | 10 de septiembre de 2019 | Walking Like We Do        |
| "Take A Piece"                             | 22 de noviembre de 2019  | Walking Like We Do        |